# Jorge Balbi Junior

Jorge Balbi é hoje, o principal nome do Motocross no Brasil. Único piloto da história do país a pontuar no AMA Supercross e AMA Motocross, é atualmente o único brasileiro a participar do Campeonato Americano do esporte, correndo pela equipe Motoxxx.
Natural de Belo Horizonte, Balbi iniciou no esporte muito cedo, quando ganhou a sua primeira moto aos cinco anos de idade. Seus primeiros campeonatos profissionais, porém, foram de bicicross. Em 1992, decidiu mudar para o Motocross e não largou mais a nova paixão.
Em 1999, Balbi acertou seu primeiro contrato profissional e, junto com ele, faturou seu primeiro título brasileiro, nas 125cc. Foi o primeiro triunfo de uma série que já conta com mais de 30 canecos, entre eles quatro de campeão brasileiro e um de campeão latino-americano. Depois de muitos títulos no Brasil, Balbi foi convidado para correr na Europa e nos Estados Unidos. Desde de 2006 correndo no Tio Sam, o piloto brasileiro vem conseguindo mostrar seu talento para os americanos.
No Supercross, Balbi fez história e se tornou o primeiro brasileiro a se classificar para uma final e a pontuar em uma prova da competição. Foi ainda, o único estrangeiro da história a vencer uma etapa do 4-Stroke Nationals, um dos campeonatos mais tradicionais dos EUA. Não satisfeito apenas em marca pontos, o piloto conseguiu vencer uma Heat 1 do AMA SX. Ele fechou a prova no quinto lugar geral.
Em 2008, Balbi está disputando o AMA Motocross pela equipe satélite MotoXXX. O piloto brasileiro vem recebendo as melhores peças da Honda. Atualmente, Balbi está na 13ª posição no campeonato.
A presença da família é fundamental na carreira do piloto. Além de ter tido no pai seu principal exemplo, Balbi não é o único da família a correr de Motocross.
Família:
A nome Balbi é sinônimo de tradição no motocross brasileiro e mundial. Desde que Jorge Balbi (o pai) começou a correr que o nome da família de origem italiana conseguiu destaque no esporte no cenário nacional.
A geração seguinte contou com três dos principais nomes do país na modalidade: além de Jorge Balbi Júnior, a família colocou também em destaque os nomes de Mariana Balbi (irmã de Jorge Balbi Júnior) e Max Balbi (primo dele).
Mariana Balbi é a única mulher brasileira a competir no Motocross, sempre com resultados expressivos. Com uma carreira de mais de quinze anos, a mineira já foi duas vezes campeã mineira na categoria 80cc e freqüentemente se classifica entre os melhores no Campeonato Brasileiro, mesmo correndo apenas contra homens. Atualmente ela corre o WMA, o campeonato americano de motocross para mulheres. Mariana já conseguiu vários resultados expressivos, garantindo um segundo lugar em uma das etapas. A piloto brasileira também conseguiu uma vitória em algumas etapas do Yahaha Dealer Serie, onde ela chegou a competir com homens
Max Balbi é o atual mecânico de Balbi. Hoje, é o único da família que tem contato direto com o Jorge Balbi.
Balbi se destaca em 2015 na copa minas gerais de motocross.